# Novaci (okręg kolubarski)
Novaci (cyr. Новаци) – wieś w Serbii, w okręgu kolubarskim, w gminie Ub. W 2011 roku liczyła 711 mieszkańców.